# Gimnetes
|  | Per a altres significats, vegeu «Gimnetes (desambiguació)». |

A l'antiga Grècia, els gimnetes (grec antic: γυμνήται, gymnḗtai, o γυμνῆτες, gymnḗtes, literalment 'nus', 'sense roba') o psils (grec antic: ψιλοί, psilói, literalment 'nus', 'pelats', 'despullats') eren la infanteria lleugera que normalment actuava en escaramusses, i que es distingia dels hoplites perquè portaven armes lleugeres i poca armadura. Corresponien als vèlits de Roma.
A l'antiguitat clàssica i tardana, i també al llarg de l'Imperi Romà d'Orient, les tropes amb armes més lleugeres, normalment equipades amb armes llancívoles i que lluitaven sense formació i de manera no ordenada, rebien el nom de despullats, és a dir, ψιλοί (psilói) o γυμνήται (gymnḗtai). Entre els gimnetes hi havia els arquers o tòxotes, armats amb un arc (grec antic: τόξον, tóxon), i els foners o esfendonetes, que llançaven pedres o bales metàl·liques amb fones (grec antic: σφενδόνη, sphendóne). D'altres, com els llancers o acontistes, utilitzaven javelines (grec antic: ἀκόντιον, akóntion). Hi havia gimnetes que simplement llançaven pedres a l'enemic, i rebien el nom de litòbols (grec antic: λιθοβόλοι, lithobóloi).
Els gimnetes eren la classe militar menys prestigiosa al món antic. Normalment els que formaven part d'aquests cossos eren persones de les classes socials més baixes, pel fet que no es podien permetre l'escut i l'armadura dels hoplites, i encara menys el cavall dels cavallers de l'elit social, els hippeîs. Els peltastes, portadors d'escuts lleugers, eren una classe d'infanteria intermèdia, més ben armats que els gimnetes però més lleugers que els hoplites, que eren la infanteria pesada armada per lluitar a prop a la falange.
El terme gimnetes donà nom als gimnesis, els habitants de les Illes Gimnèsiques, que eren Mallorca i Menorca; efectivament, els foners balears corresponien als gimnetes o psils de la infanteria grega i, en concret, als esfendonetes. El terme també donà nom als gimnets, una classe social de la ciutat d'Argos que corresponia als esclaus o la classe baixa, i que participaven en l'exèrcit com a gimnetes. A Esparta, el rol dels gimnetes corresponia als hilotes, la classe anàloga als gimnets argius. Mentre que a Esparta la proporció d'esparciates i gimnetes era de 5.000 a 35.000, a altres llocs com Atenes o Tebes era de 7.000 a 10.000. Posteriorment aparegueren els euzons (grec antic: εὔζωνοι, 'vestit per a fer exercici', literalment 'ben cenyit'), que eren contingents d'hoplites que combatien sense escuts, més lleugers, de manera semblant als ècdroms. Aquests euzons són l'origen dels evzones de l'exèrcit grec contemporani.
En el desenvolupament del combat, els gimnetes es col·locaven darrere els hoplites, protegits pels seus escuts, i de darrere estant llançaven els seus projectils. A les fases següents de la batalla no participaven.